# Joseph Thomas Delos
Joseph Thomas Delos, né le 7 août 1891 à Ham-en-Artois (Pas-de-Calais) et mort le 24 janvier 1974 à Paris 13e, est un dominicain, docteur en droit, professeur de sociologie, de droit et de théologie sociale. En 1954, il est conseiller canoniste à l'Ambassade de France près le Saint-Siège.

## Biographie
Ses parents ont cinq enfants, trois garçons, deux filles. Son père, Émile, est maire de la commune de Ham-en-Artois. Joseph est élève au collège Saint-Vaast de Béthune puis à celui de Saint-Joseph d’Arras. À dix-sept ans, Joseph Delos part à Paris où il obtient, en 1911, à moins de vingt ans, une licence en droit et une licence d’histoire. Il entre alors dans l’Ordre des prêcheurs, dans la Province de France. Il commence son noviciat à Kain, en Belgique. Il prononce ses vœux le 13 mars 1913 et reçoit le nom de "Joseph-Thomas".
Il est mobilisé le 2 août 1914, il est caporal. Trois semaines plus tard, il est fait prisonnier et interné dans un camp près de Münster d’où il tente vainement, par trois fois, de s’évader. Il reste prisonnier jusqu’au 19 décembre 1918. Il reprend alors sa formation en théologie et il est ordonné prêtre le 22 juillet 1922. Parallèlement, il poursuit ses études en droit : sa thèse porte sur les principes de droit international public. Docteur, il devient enseignant à l’Université catholique de Lille. Il y donne des cours de philosophie du droit et de sociologie. En 1926, il est nommé maître de conférence, puis, en 1932, professeur titulaire. Il obtient la chaire de droit international public et reste en poste jusqu'en 1940. En 1941, il quitte la France, il est accueilli à la faculté de sciences sociales de l’Université Laval (Québec) où il enseigne. Il participe à la fondation du premier comité de la France libre au Québec. En 1942, le père Delos est l’inspirateur et le rédacteur du manifeste intitulé devant la crise mondiale.
En 1944, il est sollicité par François de Menthon il rejoint Rome, en tant que conseiller ecclésiastique de l’ambassadeur de France près le Saint-Siège, poste qu'il occupe jusqu'en juillet 1968. De 1945 à 1948, il collabore avec Jacques Maritain dont il est l’un des proches amis.
Malade, il regagne le couvent Saint-Jacques à Paris, où il meurt.

## Distinctions
- Grand-Croix Pro Ecclesia et Pontifice par Pie XII (1957).
- Commandeur de la Légion d'honneur (1967).

## Publications
L'œuvre de Delos philosophe, juriste, sociologue, spécialiste des problèmes internationaux est importante et a fait l'objet d'une étude portant sur l'ensemble de son œuvre.
Parmi ses principaux travaux :
- La société internationale et les principes du droit public, ed. A. Pedone, 1929 (thèse pour le doctorat soutenue le 17 mai 1929)
- « Les Assyriens d'Irak et la Société des Nations », Revue générale de droit international public, juillet-août 1934
- Essai sur l'ordre politique national et international, Dalloz, 1947 (en collaboration avec Mgr B. de Solages)
- L'Expansion coloniale est-elle légitime ? Cours professé à la Semaine sociale de Marseille, août 1930.
- Le Problème de civilisation. La Nation (2 vol.) t. 1 sociologie de la nation t. 2 le nationalisme et l'ordre de droit Éditions de l'Arbre, 1944